# Хріниця сійна
Хріниця сійна, хрінниця посівна, крес-салат, хріниця жерюха (Lepidium sativum) — однорічна перехреснозапильна трав'яниста салатна рослина родини капустяних. У культурі вирощують ранній (з видовженими вузькими часточками листка), середньостиглий (з короткими часточками листка) і пізньостиглий (цілолистий) крес-салат.
Рослина відома раніше в Україні під назвами: хрінниця жерюха, жируха крес-салат, жерелýха, жерлуха, жижýха, перечниця, крáсоля, красовýля, крес.

## Хімічний склад
У листі хрінниці посівної міститься до 120 мг% аскорбінової кислоти, до 4 мг% каротину, до 3 % білка, крім того, фолієва кислота і мінеральні солі — калію, магнію, заліза, міді, йоду.

## Застосування
Листки та молоді соковиті стебла крес-салату мають пікантний гострий присмак, містять велику кількість поживних речовин. Використання його в їжу особливо корисне у дитячому харчуванні та для людей похилого віку.
Вживають в їжу листя в сирому вигляді як салат, як приправу до супів, м'ясних і рибних страв або використовують як гарнір для других страв. Специфічний смак його обумовлений наявністю глюкозиду трепсоліна, що містить йод і сірку.
В молодому віці крес-салат являє собою тоненькі стеблинки з дуже дрібними листочками. В їжу використовується цілком або подрібнюється на дрібні кусочки, як кріп, і подається як приправа до перших і других страв.
Крес-салат як і морські продукти та хрін, можна використовувати при ураженні радіоактивним випромінюванням завдяки вмісту великої кількості йоду, що запобігає нагромадженню в організмі радіоактивного йоду.
Вживання рослин сприяє зниженню кров'яного тиску, покращує сон, апетит.
Хрінниця посівна є рослиною, яку використовують як тест-об'єкти при біотестуванні.

## Вирощування

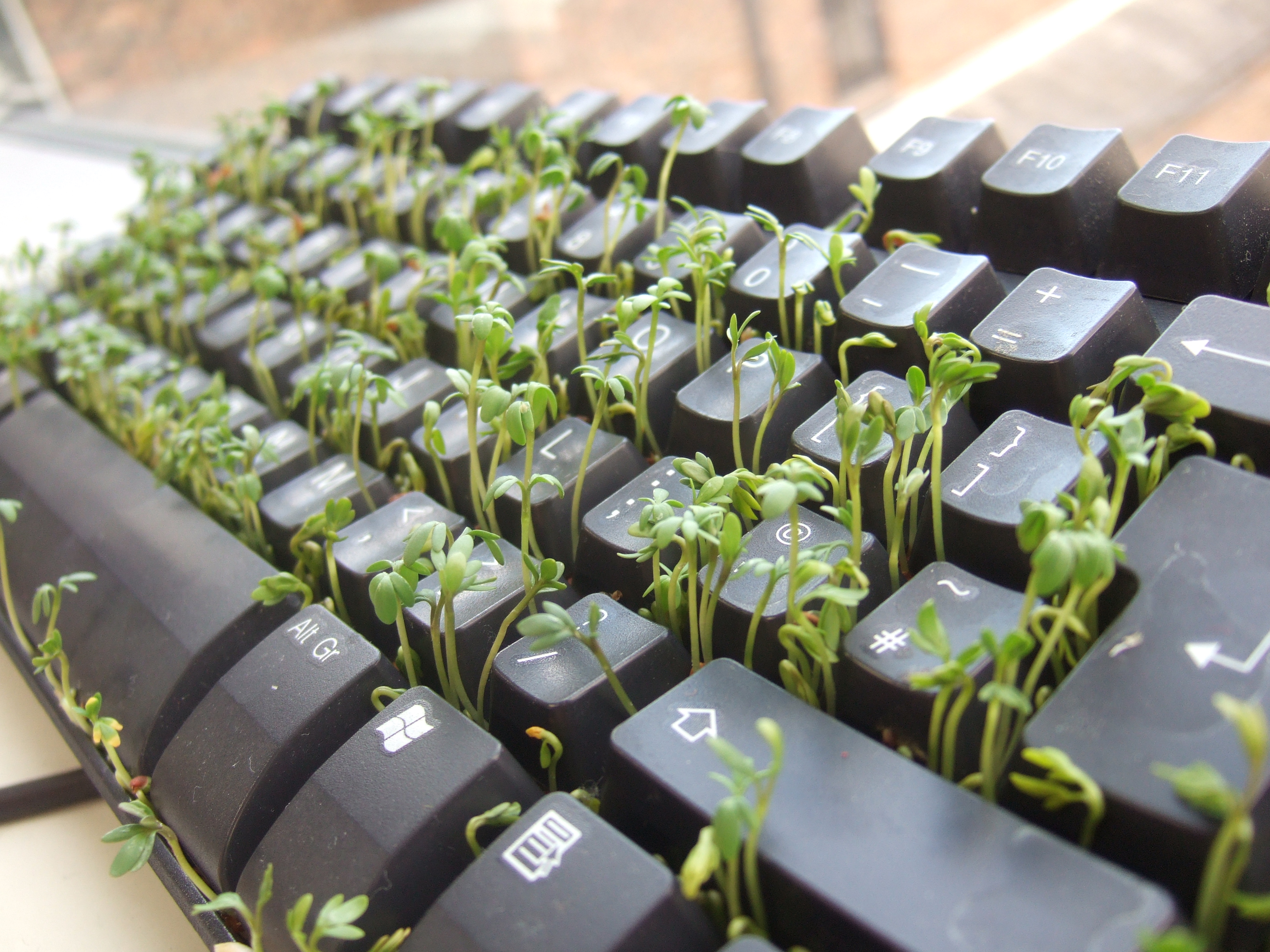
Крес-салат може рости практично скрізь

Хрінниця посівна — холодостійка рослина, вимоглива до регулярного забезпечення ґрунту вологою. Насіння висівають рано навесні з міжряддями 45 і 25 см. Проростки з'являються на 2-3-й день. Збиральна стиглість настає на 25-30-й день. Рослини збирають з корінням або зрізують разом із стеблами і листям. Врожайність становить 4 кг з 1 м².

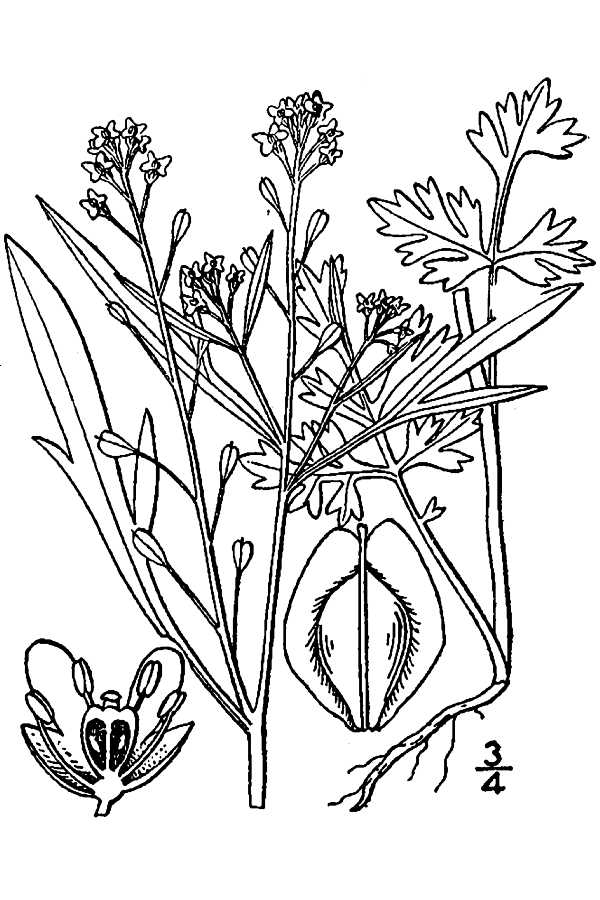

Крес-салат можна вирощувати в теплиці або ящиках в кімнаті на підвіконні зі схемою посіву 6х3 см. Сіють крес-салат доволі густо, а посіви можна повторювати багато разів. Зрізають рослини через 15-18 днів, коли вони досягнуть висоти 8-10 см. Після збирання листя розпушують ґрунт і проводять повторний посів. При посіві крес-салату через кожні 20-30 днів можна домогтися конвеєрного надходження свіжої зелені протягом усього року. Для одержання насіння крес-салат висівають рано навесні з міжряддями 45 см. Через З0-35 днів рослина зацвітає, а наприкінці липня дозріває насіння. Урожайність насіння становить 200 г з 1 м².
Сортимент крес-салату в Україні є обмеженим — лише два сорти — Вість і Холодок — внесено до Державного реєстру сортів рослин, придатних для поширення в Україні у 2006 році.

## Галерея

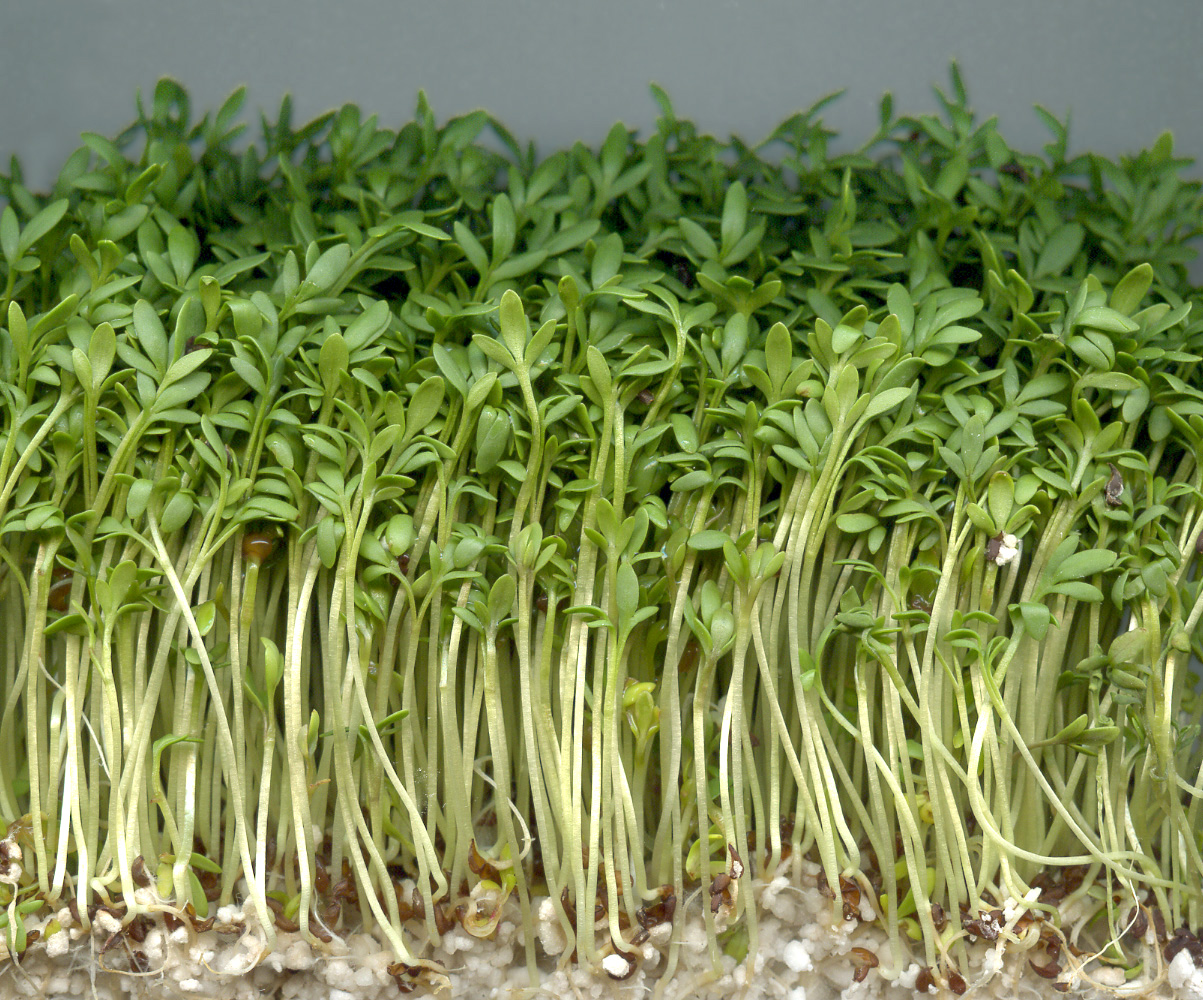
Крес-салат
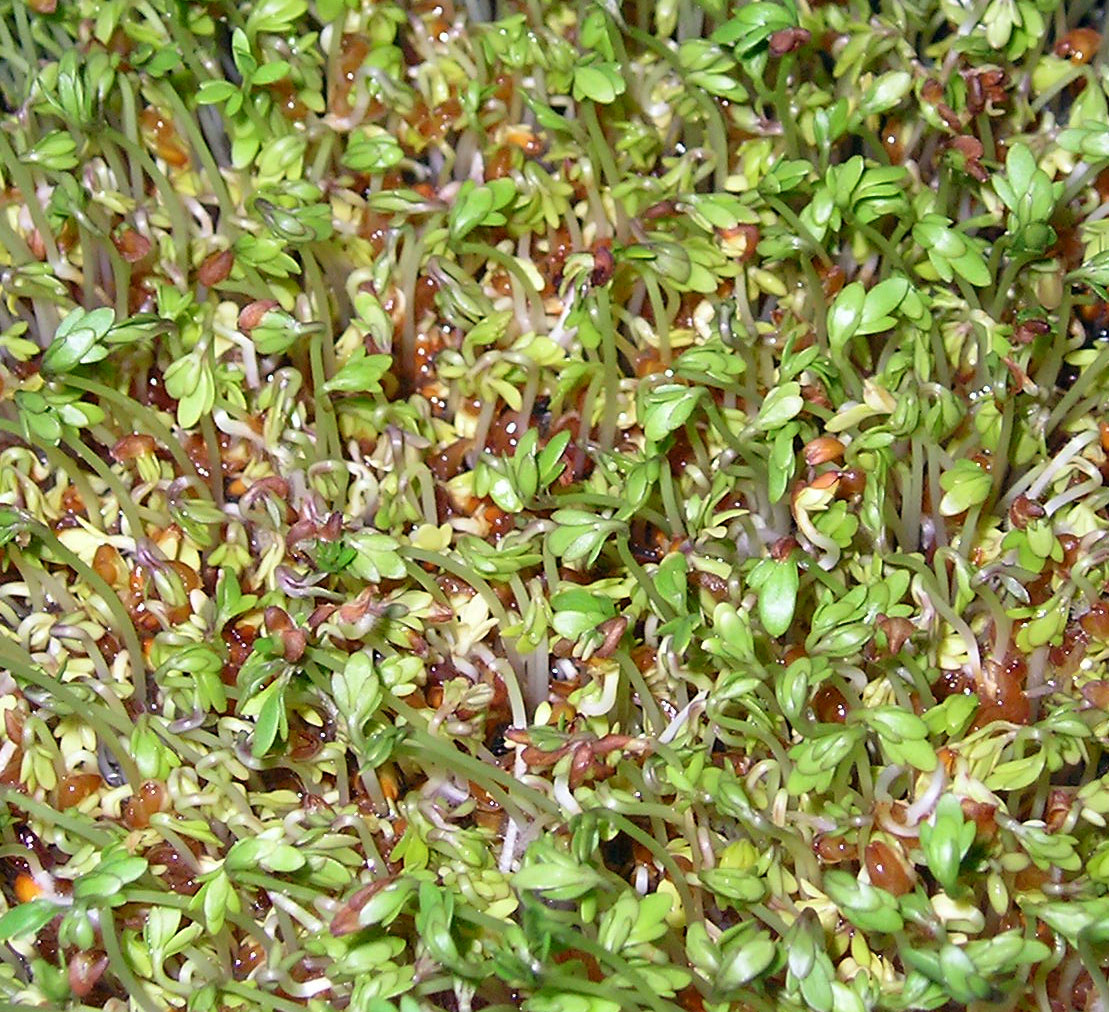
Проростаюче насіння
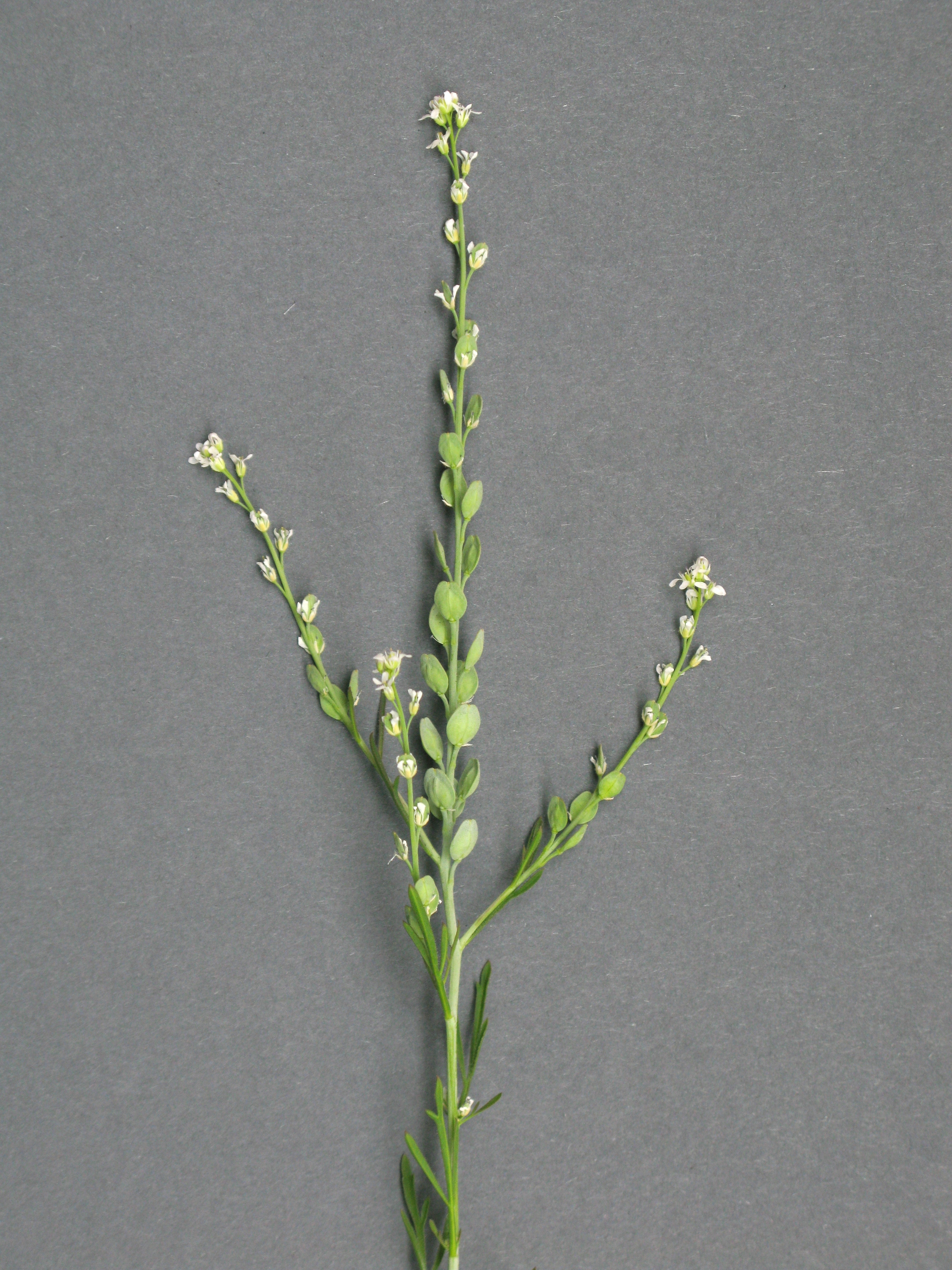
Доросла рослина з квітами